# هارولد وادسورث
هارولد وادسورث (انگلیسی: Harold Wadsworth؛ ۴ اکتبر ۱۸۹۸ – ۲ نوامبر ۱۹۷۵) بازیکن فوتبال اهل بریتانیا بود.
از باشگاه‌هایی که در آن بازی کرده‌است می‌توان به باشگاه فوتبال ناتینگهام فارست، باشگاه فوتبال لیورپول، باشگاه فوتبال ترانمره راورز، و باشگاه فوتبال لستر سیتی اشاره کرد.